# Нижньочуманська сільська рада
Ни́жньочума́нська сільська рада (рос. Нижнечуманский сельский совет) — сільське поселення у складі Баєвського району Алтайського краю Росії.
Адміністративний центр — село Нижньочуманка.

## Історія
2015 року була ліквідована Нижньопайвинська сільська рада (село Нижньопайва), територія увійшла до складу Нижньочуманської сільради.

## Населення
Населення — 1358 осіб (2019; 1649 в 2010, 2062 у 2002).

## Склад
До складу сільської ради входять:
| Населений пункт     | Населення, осіб (2002) | Населення, осіб (2010) |
| ------------------- | ---------------------- | ---------------------- |
| Нижньопайва, село   | 483                    | 336                    |
| Нижньочуманка, село | 1051                   | 911                    |
| Павловка, село      | 154                    | 90                     |
| Покровка, село      | 280                    | 257                    |
| Рибні Борки, селище | 94                     | 55                     |